# Pseudolaelia dutrae
Pseudolaelia dutrae é uma espécie de planta do gênero Pseudolaelia e da família Orchidaceae.

## Taxonomia
A espécie foi descrita por Augusto Ruschi em 1949.Os seguintes sinônimos já foram catalogados:  
- Pseudolaelia freyi  Chiron & V.P.Castro
- Pseudolaelia dutraei  Ruschi

## Forma de vida
É uma espécie epífita, rupícola e herbácea.

## Conservação
A espécie faz parte da Lista Vermelha das espécies ameaçadas do estado do Espírito Santo, no sudeste do Brasil. A lista foi publicada em 13 de junho de 2005 por intermédio do decreto estadual nº 1.499-R.

## Distribuição
A espécie é endêmica do Brasil e encontrada nos estados brasileiros de Espírito Santo e Minas Gerais.  
A espécie é encontrada no domínio fitogeográfico de Mata Atlântica, em regiões com vegetação de vegetação sobre afloramentos rochosos.